# Meteor (Schiff, 1824)
Die Meteor, auch HMS Meteor, war eine Bombarde der britischen Marine, die von 1824 bis 1846 in Dienst stand. Wie alle Schiffe der Klasse wurde es später in ein Vermessungsschiff umgewandelt.

## Geschichte
Im Juli 1824 nahm die Meteor an der Blockade von Algier teil. Am 13. September 1828 begab sich Captain David Hope mit der Meteor in Begleitung der Orestes und der Britomart nach Tanger und forderte die Herausgabe zweier Handelsschiffe, die von marokkanischen Korsaren gekapert wurden. Da sich der Sultan Mulai Abd ar-Rahman weigerte, verhängte Hope am 18. November 1828 eine Blockade über den Hafen von Tanger, die erst am 18. Januar 1829 wieder aufgehoben wurde.
1832 wurde das Mörserschiff in ein Forschungsschiff umgerüstet, erhielt den Namen Beacon und operierte im Mittelmeerraum.
Am 20. März 1833 gelang es Captain Richard Copeland zusammen mit einem kleinen osmanischen Kanonenboot (5 Mann Besatzung) bei Thasos den Piraten Kara Mitzos festzunehmen. Außerdem fielen ihnen 160 Piraten und sieben ihrer Schiffe in die Hände. Man übergab sie der griechischen Regierung, die sie jedoch ohne Verurteilung wieder auf freien Fuß setzte. Als Copeland sie ein zweites Mal gefangen nahm, übergab er sie an den Pascha von Thessaloniki, der sie schließlich hinrichten ließ.

## Kapitäne
- Commander James Scott, 4. Mai 1824
- Captain David Hope, 1828–1830
- Lieutenant James Wolfe, 1830
- Captain Richard Copeland, 4. Februar 1830 – Februar 1836[2]
- Captain Sackett Hope, 1836
- Captain Thomas Graves, 2. August 1836 – 2. April 1846[3]

## Prominente Crewmitglieder
- Mate Thomas Abel Brimage Spratt, 2. August 1836 – 2. April 1846
- Mate Matthew William Kemble Connolly, 1839–1842